# Dywizja Zelandzka

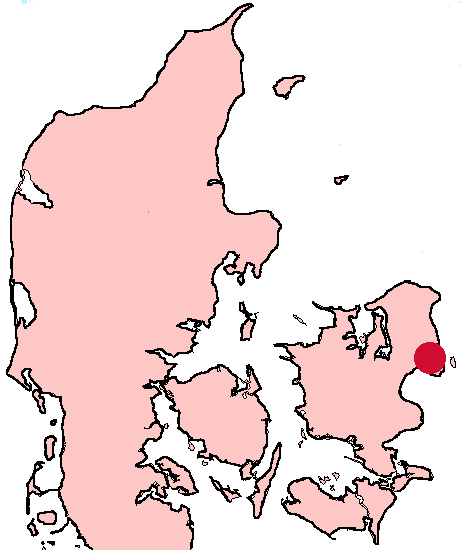
Kopenhaga, stolica Zelandii i siedziba sztabu dywizji

Dywizja Zelandzka – związek taktyczny okresu II wojny światowej w składzie duńskich sił zbrojnych.
Siedziba sztabu dywizji mieściła się w Kopenhadze.

## Skład w kwietniu 1940
- Gwardia Królewska
- 1 pułk piechoty
- 4 pułk piechoty
- 5 pułk piechoty
- pułk huzarów Gwardii
- 1 pułk artylerii polowej
- 2 pułk artylerii polowej
- 13 oddział artylerii przeciwlotniczej
- 1 batalion inżynieryjny